# التامانت، منیتوبا
التامانت، مانیتوبا (به انگلیسی: Altamont, Manitoba) یک منطقهٔ مسکونی در کانادا است که در مانیتوبا واقع شده‌است.